# Ronald Oranza
Ronald Oranza, né le 2 décembre 1992 à Pangasinan, est un coureur cycliste philippin.

## Palmarès et résultats

### Palmarès par année
- 2013
  -  Champion des Philippines du contre-la-montre
  - 7e étape de la Ronda Pilipinas
  - 2e du championnat des Philippines sur route
  - 3e de la Ronda Pilipinas
  -  Médaillé de bronze du contre-la-montre aux Jeux d'Asie du Sud-Est
- 2015
  -  Champion des Philippines du contre-la-montre
  - 2e et 8e étapes de la Ronda Pilipinas
- 2016
  - 1re et 2e étapes de la Ronda Pilipinas I
  - Ronda Pilipinas II :
    - Classement général
    - 1re et 3e étapes

  - 2e de la Ronda Pilipinas I
- 2017
  - 3e étape de la VTV Cúp Tôn Hoa Sen
- 2018
  - Ronda Pilipinas :
    - Classement général
    - 1re, 2e et 7e (contre-la-montre) étapes

  - 2e étape du Tour des Philippines
  - 3e, 7e et 10e étapes de la VTV Cúp Tôn Hoa Sen
  - 2e du championnat des Philippines sur route
  - 3e du Tour des Philippines
  - 3e de la VTV Cúp Tôn Hoa Sen
- 2019
  - 2e de la Ronda Pilipinas
  - 2e du championnat des Philippines sur route
  -  Médaillé de bronze du contre-la-montre par équipes aux Jeux d'Asie du Sud-Est
- 2020
  - 2e de la Ronda Pilipinas
- 2022
  - 6e étape de la Ronda Pilipinas
  - 2e de la Ronda Pilipinas
  - 2e du championnat des Philippines du contre-la-montre
- 2023
  - Natividad Fiesta Race
  -  Médaillé de bronze du critérium des Jeux d'Asie du Sud-Est
  -  Médaillé de bronze de la course en ligne des Jeux d'Asie du Sud-Est
- 2024
  - 3e du championnat des Philippines du critérium

### Classements mondiaux
| Année                                 | 2013 | 2014 | 2015 | 2016 | 2017 | 2018  | 2019  | 2020 | 2021 | 2022  | 2023 | 2024  |
| ------------------------------------- | ---- | ---- | ---- | ---- | ---- | ----- | ----- | ---- | ---- | ----- | ---- | ----- |
| Classement mondial                    |      |      |      | nc   | nc   | 1499e | 1450e | nc   | nc   | 1684e | nc   | 2417e |
| UCI Asia Tour                         | 295e | nc   | 139e | nc   | nc   | 247e  | 108e  | nc   | nc   | 150e  | nc   | nc    |
|                                       |      |      |      |      |      |       |       |      |      |       |      |       |
| Légende : nc = non classéSource : UCI |      |      |      |      |      |       |       |      |      |       |      |       |